# Tetracanthella ksenemani
Tetracanthella ksenemani is een springstaartensoort uit de familie van de Isotomidae. De wetenschappelijke naam van de soort is voor het eerst geldig gepubliceerd in 1964 door Nosek.